# HMS Trident (1768)
HMS Trident — 64-пушечный линейный корабль 3 ранга Королевского флота. Третий корабль в составе Королевского военно-морского флота Великобритании, названный Trident (трезубец).

## Постройка
Заказан 4 декабря 1762. Спущен на воду 20 апреля 1768 года на королевской верфи в Портсмуте.

## Служба
1772 год — капитан Джон Эллиот (англ. John Elliot), вышел из Спитхеда 22 апреля, на борту находились лорд Карлайл, г-н Иден[уточнить] и капитан Джордж Джонсон (англ. George Johnson), которые, совместно с главнокомандующими сухопутных и морских сил в Северной Америке, были назначены вести переговоры с Конгрессом.
Участвовал в Американской революционной войне.
1779 год — капитан Моллой (англ. Anthony James Pye Molloy). Был при Гренаде.
Участвовал во Французских революционных войнах.
1799 год — Ост-Индия.
1800 год — капитан Тернор (англ. Turnor), привел в Англию конвой из Китая.
1801 год — тот же капитан, Ост-Индия. В марте лейтенант Джордж Рутерфорд (англ. George Rutherford), командуя Trident у острова Бутчер, недалеко от Бомбея, засек до смерти троих моряков, Николаса (англ. Nicholas), Смита (англ. Smith) и Даузе (англ. Dause), при «особо ужасных обстоятельствах», без приговора военно-полевого суда. Он был арестован и обвинен в убийстве, но 12 марта 1806 бежал с HMS Salvador Del Mundo в Плимуте, прыгнув за борт. За его поимку было назначено вознаграждение в размере 200 фунтов.
1802 год — 22 мая на рейд Мадраса прибыл вице-адмирал Реньер на HMS Victorious в сопровождении HMS Intrepid, HMS Sybille, HMS Leopard, HMS Trident, HMS Eurydice и HMS Albatross.
Участвовал в Наполеоновских войнах.
1803 год — капитан Томас Серридж (англ. Thomas Surridge), Ост-Индия.
1805 год — капитан Р. У. Пейдж (англ. R. W. Page), Чатем.
1807 год — Чатем.
1808 год — капитан Р. Б. Кэмпбелл (англ. R. B. Campbell), Мальта, флагман контр-адмирала А. Дж. Болла (англ. A. J. Ball).
Продан в 1816 году.